# Karzakan
Koordinaten: 26° 7′ N, 50° 29′ O
Karzakan (arabisch كرزكان, DMG Karzakān) ist eine dynamisch wachsende Stadt in Bahrain. Sie befindet sich an der Westküste der Hauptinsel Bahrain und ist über ein gut ausgebautes Fernstraßennetz mit der Hauptstadt verbunden. Rings um den historischen Ortskern wurden moderne Siedlungen auf dem Wüstenboden angelegt. Die landwirtschaftlichen Anbauflächen befinden sich in Küstennähe, es sind hauptsächlich Dattelplantagen.
Um der hohen Verdunstung entgegenzuwirken, wurden Folie-Gewächshäuser zum Gemüseanbau angeschafft.
Aus dem Ort stammt der im 17. Jahrhundert geborene islamische Gelehrte Salih al-Karzakani. Karzakan wird hauptsächlich von Schiiten bewohnt.
Am 14. Februar 2011 kam es zu Zusammenstößen zwischen Regierungsgegnern und der Polizei in Karzakan.
Zu den Sehenswürdigkeiten der Stadt zählt der Yachthafen und der großzügige Stadtpark. Der daneben befindliche Fischereihafen ist seit Jahrzehnten außer Betrieb. Am Strand befinden sich auch mehrere luxuriöse Villen in Privatbesitz. Sie verblassen jedoch im Vergleich zu der von der Herrscherfamilie bewohnten Palastanlage von ar-Rifā, die sich drei Kilometer östlich vom Stadtzentrum befindet.